# Hasfelmetsző Jack hálószobája
A Hasfelmetsző Jack hálószobája (Jack the Ripper's Bedroom) Walter Richard Sickert német születésű brit festőművész alkotása, amely a Manchester Art Gallery gyűjteményének része.

## Keletkezése
Sickert 1906–1907-ben festette a képet. A festményen egy árnyékos, sötét hálószoba látható, valószínűleg az előszoba felől, a nyitott ajtóból. A kép előterében egy szék, hátterében egy ablak, amelynek spalettái között szűrt rózsaszín fény áramlik be. Előtte egy öltözködőasztal és egy szék, amelyek együttes sötét foltja emberi alakot sejtet, habár nincs senki a szobában. Kivehető még egy ágy kerete is a képen.
A festmény Sickert londoni, a Camden Town városrészben található Mornington Crescent 6. szám alatti bérelt lakásában készült, azt ábrázolja. A lakást kiadó nő azt mondta a festőnek, hogy szerinte egyik korábbi bérlője volt Hasfelmetsző Jack. 1907 szeptemberében saját ágyában vágták el a torkát egy Camden Town-i lakásban Emily Dimmocknak. Sickert foglalkozott az üggyel, amelyet a sajtó felkapot, és Camden Town-i gyilkosságnak nevezett el; talán ez is közrejátszott a kép megfestésében.

## Hasfelmetsző Walter
A rejtélyes kép többek fantáziáját megmozgatta. 1976-ban jelent meg Stephen Knight Jack the Ripper: The Final Solution (szabad fordításban Hasfelmetsző Jack: A végső megoldás) című könyve, amelyben a festő fiára, Josephre hivatkozva azt írta, hogy a művész bevallotta neki, segítette a sorozatgyilkost, William Gullt. Két évvel később Joseph Stickert azt mondta, hogy a apja állítólagos beszámolója, valószínűleg hoax volt. Ennek ellenére a történet ismét megjelent Jean Overton Fuller 1990-es Sickert and the Ripper Crimes (szabad fordításban Sickert és a Hasfelmetsző-gyilkosságok) című könyvében. Patricia Cornwell 2002-es Portrait of a Killer (szabad fordításban Egy gyilkos portréja) című munkájában a művészt nevezte meg a Hasfelmetsző-gyilkosságok elkövetőjeként. Cornwell kétmillió dollárért 32 Sickert-képet, a festő több levelét és íróasztalát is megvásárolta. 2002-ben az egyik képet, amely a Camden Town-i gyilkosságot ábrázolta, darabokra tépte, hogy abból DNS-t nyerjen, amelyet összehasonlíthat a Hasfelmetsző-gyilkosságok bizonyítékaival.